# Breed of the Border (film 1924)
Breed of the Border è un film muto del 1924 diretto da Harry Garson. La sceneggiatura di Dorothy Arzner e Paul Gangelin si basa sull'omonimo racconto di William Dawson Hoffman.

## Trama
Circus Lacey si reca ai confini dello stato, nella città di Esmeralda, dove salva Ethel Slocum da Red Lucas, un noto pistolero che molesta la ragazza. Ethel deve subire anche le sgradite attenzioni dello sceriffo che lei respinge. L'uomo, per vendicarsi, incastra suo padre, accusandolo di essere il responsabile della rapina in una miniera d'oro. Circus salva papà Slocum dalla folla inferocita e cattura uno degli uomini assoldati da Red Lucas, scoprendo in questo modo dove si trova il nascondiglio dei fuorilegge. Sorpreso dal pistolero, Circus è costretto ad arrendersi, ma poi riesce a fuggire. Giunge in città giusto in tempo per impedire che la banca venga rapinata. Smaschera poi lo sceriffo che si rivela essere uno degli uomini al soldo di Red e alla fine, conquista il cuore della sua amata e sposa la bella Ethel.

## Produzione
Il film fu prodotto dalla Harry Garson Productions.

## Distribuzione
Il copyright del film, richiesto dalla Harry Garson Productions, fu registrato il 28 dicembre 1924 con il numero LP21194.

Distribuito dalla Film Booking Offices of America, il film uscì nelle sale statunitensi il 28 dicembre 1924. Nel Regno Unito, fu distribuito dalla Ideal Films Ltd. il 23 agosto 1926.
Non si conoscono copie ancora esistenti della pellicola che viene considerata presumibilmente perduta.